# ساودرزبرگ (پنسیلوانیا)
ساودرزبرگ (به انگلیسی: Soudersburg) یک منطقهٔ مسکونی در ایالات متحده آمریکا است که در شهرستان لنکستر، پنسیلوانیا واقع شده‌است. ساودرزبرگ ۵۴۰ نفر جمعیت دارد.